# Idusa carinata
Idusa carinata är en kräftdjursart som beskrevs av Richardson1904. Idusa carinata ingår i släktet Idusa och familjen Cymothoidae. Inga underarter finns listade i Catalogue of Life.